# Ahlat (district)
Ahlat is een Turks district in de provincie Bitlis en telt 35.623 inwoners (2007). Het district heeft een oppervlakte van 989,3 km². Hoofdplaats is Ahlat.
De bevolkingsontwikkeling van het district is weergegeven in onderstaande tabel.
| 1997   | 2000   | 2007   |
| ------ | ------ | ------ |
| 37.335 | 52.814 | 35.623 |